# Митинг против похищений людей и произвола силовиков в Махачкале (2011)
Митинг против похищений людей и произвола силовиков прошёл в Махачкале 25 ноября 2011 года. На акции протеста, где собрались более двух тысяч человек, требовали от властей разобраться с фактами незаконных задержаний и похищений людей.
По данным правозащитной организации «Мемориал», никаких противоправных действий со стороны правоохранительных органов, обеспечивающих порядок во время акции, не зафиксировано.

## Причины
По сообщениям местных правозащитников, число похищенных в республике людей достигло «угрожающего количества». За месяц в республике безвестно пропали как минимум четыре человека.
Поводом для акции протеста стало то, что 17 ноября в Дагестане при неизвестных обстоятельствах пропал сельский учитель Расул Магомедов. Расул Магомедов является отцом Марьям Шариповой, которая, по информации следствия, взорвала себя в московском метро в 2010 году. Протест стал также результатом многочисленных задержаний правоохранителями жителей посёлка Шамхал.
21 ноября в Махачкале на площади у Аварского театра прошел митинг, в котором приняли участие родственники похищенных вместе с жителями поселка Шамхал.

## Митинг
Организаторами выступили родственники похищенных и объединения: «Союз Справедливых», «Дагестан — территория мира и согласия» и «Ахлю Сунна». К участию в акции людей приглашали через социальные сети.
25 ноября у здания Русского театра в Махачкале прошел митинг против похищения людей и произвола силовиков. По данным сайта «Кавказский узел», акция собрала от двух с половиной до трех тысяч человек, в подавляющем большинстве религиозные молодые мужчины.
Вице-премьер Республики Ризван Курбанов заверял, что руководство Дагестана делает всё, чтобы найти Магомедова. По словам Курбанова, нерадивые сотрудники правоохранительных органов наказываются, а что касается фактов пропажи, то «известны случаи, когда удавалось вернуть пропавших людей». Но когда ведущий митинга спросил присутствующих, верят ли они вице-премьеру, те хором ответили, что не верят.
Протестующие скандировали: «Инквизиция власти загоняет народ в леса», кричали «Аллаху Акбар», развернули плакаты с лозунгами «Мусульмане устали от беспредела спецслужб!», «Они мучили их лишь за то, что они уверовали в Аллаха великого и достохвального!», «Верните людей в свои семьи!».

## Итог
Организаторы приняли резолюции, согласно которым в Дагестане идет настоящая гражданская война, виновными в которой отчасти являются силовые структуры, использующие, по мнению протестующих, незаконные методы.
После митинга сотрудники центра по противодействию экстремизму при МВД Дагестана попытались пригласить на допрос всех организаторов митинга.